# Квалификације за Светско првенство у фудбалу 2014 — АФК
Квалификације за Светско првенство у фудбалу 2014. — AФК су квалификације фудбалских репрезентација Азије у којима су се 43 земаља такмичиле за 4 или 5 места на Светском првенству у фудбалу у Бразилу.
Као и у претходним кфалификацијама и у овим Азијска конфедерација је имала 4 директна учесника Светског првенства док је једна репрезентација играла доигравање са представником Северне Америке и Кариб.

## Систем такмичења
Такмичење се састоји од 4 круга такмичења.
У првом кругу, 16 екипа најниже рангиране према класификацији ФИФА састављају 8 парова који су играли по куп систему, и 8 победника се пласирају у другу рунду.
У другом кругу, 8 победника прве рунде и 22 екипа пласираних од 6-27 места на ФИФИ-ној ранг листи из Азијске зоне, сачињавале су 30 парова који су играли по куп систему, а победници су се пласирали у трећу рунду.
У трећи круг улазе 15 победника друге рунде и 5 најбољих репрезентација по ФИФИ-ној ранг листи из Азијске. Сачињавали су 5 група по 4 репрезентације и игра се по двоструком лига систему (свако са сваким две утакмице). По две најбоље репрезентације улазе у финалну рунду.
У четвртом кругу, 10 репрезентација које су се пласирале из треће рунде формирају две финалне групе са по 5 тимова. Играло се по двокружном куп систему. По две најбоље репрезентације се директво квалификују за Светско првенство а трећепласиране репрезентације играју доигравање да би се одредило која репрезентација ће играти са репрезентацијом из КОНКАКАФ зоне.

## Екипе учеснице
43 репрезентација је узело учешће у квалификацијама. У зависности од пласмана на ФИФИ-ној ранг листи репрезентације почињу квалификације од одређене рунде.
| Почињу од треће рунде · 1. Јапан · 2. Јужна Кореја · 3. Аустралија · 4. Северна Кореја · 5. Бахреин · | Почињу од друге рунде · 6. Саудијска Арабија · 7. Иран · 8. Катар · 9. Узбекистан · 10. УАЕ · 11. Сирија · 12. Оман · 13. Јордан · 14. Ирак · 15. Сингапур · 16. Кина · 17. Кувајт · 18. Тајланд · 19. Туркменистан · 20. Либан · 21. Јемен · 22. Таџикистан · 23. Хонгконг · 24. Индонезија · 25. Киргистан · 26. Малдиви · 27. Индија · | Почињу од прве рунде · 28. Малезија · 29. Авганистан · 30. Камбоџа · 31. Непал · 32. Бангладеш · 33. Шри Ланка · 34. Вијетнам · 35. Монголија · 36. Пакистан · 37. Палестина · 38. Источни Тимор · 39. Макао · 40. Кинески Тајпеј · 41. Myanmar · 42. Филипини · 43. Лаос · |

- Брунеј је суспендован од септембра 2009 до маја 2011, због кашњења у пријављивању.[1]
- Бутан и  Гвам се нису пријавили за квалификације.[2]

## Први круг
- Жребање за први и други круг је одржано 30. марта 2011. у седишту АФК у Куала Лумпуру у Малезији.

| Шешир 1                                                                                  | Шешир 2                                                                                     |
| ---------------------------------------------------------------------------------------- | ------------------------------------------------------------------------------------------- |
| Авганистан · Бангладеш · Вијетнам · Камбоџа · Малезија · Монголија · Непал · Шри Ланка · | Источни Тимор · Кинески Тајпеј · Лаос · Макао · Myanmar · Пакистан · Палестина · Филипини · |

#### Резултати
Прве утакмице су одигране 29. јуна 2011, а друге утакмице су одигране 2. и 3. јула 2011.
| Утак. | Домаћин    | Укупан резултат | Гост           | 1. утак. | 2. утак.  |
| ----- | ---------- | --------------- | -------------- | -------- | --------- |
| 1.    | Малезија   | 4:4             | Кинески Тајпеј | 2:1      | 2:3       |
| 2.    | Бангладеш  | 3:0             | Пакистан       | 3:0      | 0:0       |
| 3.    | Камбоџа    | 6:8             | Лаос           | 4:2      | 2:6 (пр.) |
| 4.    | Шри Ланка  | 1:5             | Филипини       | 1:1      | 0:4       |
| 5.    | Авганистан | 1:3             | Палестина      | 0:2      | 1:1       |
| 6.    | Вијетнам   | 13:1            | Макао          | 6:0      | 7:1       |
| 7.    | Непал      | 7:1             | Источни Тимор  | 2:1      | 5:0       |
| 8.    | Монголија  | 1:2             | Myanmar        | 1:0      | 0:2       |

## Други круг
| Шешир 1 | Шешир 2 |
| --- | --- |
| Ирак · Иран · Јордан · Катар · Кина · Кувајт · Либан · Туркменистан · Оман · Саудијска Арабија · Сингапур · Сирија · Тајланд · Узбекистан · УАЕ · | Индонезија · Хонгконг · Малдиви · Таџикистан · Јемен · Киргистан · Индија · Палестина · Бангладеш · Лаос · Филипини · Myanmar · Вијетнам · Малезија · Непал · |

#### Резултати
Прве утакмице су одигране 23. јула 2011, а друге утакмице су одигране 28. јула 2011.
| Утак. | Домаћин           | Укупан резултат | Гост       | 1. утак. | 2. утак. |
| ----- | ----------------- | --------------- | ---------- | -------- | -------- |
| 1.    | Тајланд           | 3:2             | Палестина  | 1:0      | 2:2      |
| 2.    | Либан             | 4:2             | Бангладеш  | 4:0      | 0:2      |
| 3.    | Кина              | 13:3            | Лаос       | 7:2      | 6:1      |
| 4.    | Туркменистан      | 4:5             | Индонезија | 1:1      | 3:4      |
| 5.    | Кувајт            | 5:1             | Филипини   | 3:0      | 2:1      |
| 6.    | Оман              | 5:0             | Myanmar    | 3:0¹     | 2:0¹     |
| 7.    | Саудијска Арабија | 8:0             | Хонгконг   | 3:0      | 5:0      |
| 8.    | Иран              | 5:0             | Малдиви    | 4:0      | 1:0      |
| 9.    | Сирија            | 0:6             | Таџикистан | 0:3²     | 0:3²     |
| 10.   | Катар             | 4:2             | Вијетнам   | 3:0      | 1:2      |
| 11.   | Ирак              | 2:0             | Јемен      | 2:0      | 0:0      |
| 12.   | Сингапур          | 6:4             | Малезија   | 5:3      | 1:1      |
| 13.   | Узбекистан        | 7:0             | Киргистан  | 4:0      | 3:0      |
| 14.   | УАЕ               | 5:2             | Индија     | 3:0      | 2:2      |
| 15.   | Јордан            | 10:1            | Непал      | 9:0      | 1:1      |

- 1. Оман је прву утакмицу победио 2:0. У другој утакмици при вођству Омана од 2:0 због нереда навијача Мјанмара у продужетку првог полувремена је утакмица прекинута и пролашен је званични резултат за обе утакмице од 3:0. Мјанмар је кажњен забраном учествовања у квалификацијама за Светско првенство 2018.
- 2. Сирија је обе утакмице победила са резултатима 2:1 и 4:1, али их је ФИФА дисквалификовала због непријављених играча. Таџикистану су приписани званични резулати од 3:0.[3]

## Трећи круг
| Шешир 1                                                                    | Шешир 2                                                                             | Шешир 3                                                               | Шешир 4                                                                                  |
| -------------------------------------------------------------------------- | ----------------------------------------------------------------------------------- | --------------------------------------------------------------------- | ---------------------------------------------------------------------------------------- |
| Јапан (16) · Аустралија (23) · Јужна Кореја (28) · Иран (54) · Кина (73) · | Узбекистан (83) · Катар (90) · Јордан (91) · Саудијска Арабија (92) · Кувајт (95) · | Бахреин (100) · Сирија (104)¹ · Оман (107) · Ирак (108) · УАЕ (109) · | Северна Кореја (115) · Тајланд (119) · Сингапур (131) · Индонезија (137) · Либан (146) · |

- 1. Сирија је замењена са репрезентацијом Таџикистана 19. августа 2011.

## Групе
- Жребање је одржано 30. јула 2011. у Риу де Жанеиру, у Бразилу.

Утакмице су се одиграле од 2. септембра 2011. до 29. фебруара 2012..

### Група А
| Група 1  | Кина | Ирак | Јордан | Сингапур |
| Кина     | ХХХ  | 0:1  | 3:1    | 2:1      |
| Ирак     | 1:0  | ХХХ  | 0:2    | 7:1      |
| Јордан   | 2:1  | 1:3  | ХХХ    | 2:0      |
| Сингапур | 0:4  | 0:2  | 0:3    | ХХХ      |

| Табела групе 1 | И | Д | Н | И | ДГ | ПГ | ГР  | Бодови |
| Ирак           | 6 | 5 | 0 | 1 | 14 | 4  | +10 | 15     |
| Јордан         | 6 | 4 | 0 | 2 | 11 | 7  | +4  | 12     |
| Кина           | 6 | 3 | 0 | 3 | 10 | 6  | +4  | 9      |
| Сингапур       | 6 | 0 | 0 | 6 | 2  | 20 | -18 | 6      |

### Група Б
| Група 2      | Кувајт | Либан | Јужна Кореја | Уједињени Арапски Емирати |
| Кувајт       | ХХХ    | 0:1   | 1:1          | 2:1                       |
| Либан        | 2:2    | ХХХ   | 2:1          | 3:1                       |
| Јужна Кореја | 2:0    | 6:0   | ХХХ          | 2:1                       |
| УАЕ          | 2:3    | 4:2   | 0:2          | ХХХ                       |

| Табела групе 2 | И | Д | Н | И | ДГ | ПГ | ГР  | Бод |
| Јужна Кореја   | 6 | 4 | 1 | 1 | 14 | 4  | +10 | 13  |
| Либан          | 6 | 3 | 1 | 2 | 10 | 14 | -4  | 10  |
| Кувајт         | 6 | 2 | 2 | 2 | 8  | 9  | -1  | 8   |
| УАЕ}}          | 6 | 1 | 0 | 5 | 9  | 14 | -5  | 3   |

### Група Ц
| Група 3        | Јапан | Северна Кореја | Таџикистан | Узбекистан |
| -------------- | ----- | -------------- | ---------- | ---------- |
| Јапан          | ХХХ   | 1:0            | 8:0        | 0:1        |
| Северна Кореја | 1:0   | ХХХ            | 1:0        | 0:1        |
| Таџикистан     | 0:4   | 1:1            | ХХХ        | 0:1        |
| Узбекистан     | 1:1   | 1:0            | 3:0        | ХХХ        |

| Табела групе 3 | И | Д | Н | И | ДГ | ПГ | ГР  | Бод |
| Узбекистан     | 6 | 5 | 1 | 0 | 8  | 1  | +7  | 16  |
| Јапан          | 6 | 3 | 1 | 2 | 14 | 3  | +11 | 10  |
| Северна Кореја | 6 | 2 | 1 | 3 | 3  | 4  | -1  | 7   |
| Таџикистан     | 6 | 0 | 1 | 5 | 1  | 18 | -17 | 1   |

### Група Д
| Група 4           | Аустралија | Оман | Саудијска Арабија | Тајланд |
| Аустралија        | ХХХ        | 3:0  | 4:2               | 2:1     |
| Оман              | 1:0        | ХХХ  | 0:0               | 2:0     |
| Саудијска Арабија | 1:3        | 0:0  | ХХХ               | 3:0     |
| Тајланд           | 0:1        | 3:0  | 0:0               | ХХХ     |

| Табела групе 4    | И | Д | Н | И | ДГ | ПГ | ГР | Бод |
| Аустралија        | 6 | 5 | 0 | 1 | 13 | 5  | +8 | 15  |
| Оман              | 6 | 2 | 2 | 2 | 3  | 6  | -3 | 8   |
| Саудијска Арабија | 6 | 1 | 3 | 2 | 6  | 7  | -1 | 6   |
| Тајланд           | 6 | 1 | 1 | 4 | 4  | 8  | -4 | 4   |

### Група Е
| Група 5    | Бахреин | Индија | Иран | Катар |
| Бахреин    | ХХХ     | 10:0   | 1:1  | 0:0   |
| Индонезија | 0:2     | ХХХ    | 1:4  | 2:3   |
| Иран       | 6:0     | 3:0    | ХХХ  | 2:2   |
| Катар      | 0:0     | 4:0    | 1:1  | ХХХ   |

| Табела групе 5 | И | Д | Н | И | ДГ | ПГ | ГР  | Бод |
| Иран           | 6 | 3 | 3 | 0 | 17 | 5  | +12 | 12  |
| Катар          | 6 | 2 | 4 | 0 | 10 | 5  | +5  | 10  |
| Бахреин        | 6 | 2 | 3 | 1 | 13 | 7  | +6  | 9   |
| Индонезија     | 6 | 0 | 0 | 6 | 3  | 26 | -23 | 0   |

## Четврти круг
| Шешир 1                               | Шешир 2                  | Шешир 3                       | Шешир 4                    | Шешир 5                   |
| ------------------------------------- | ------------------------ | ----------------------------- | -------------------------- | ------------------------- |
| Аустралија (20) · Јужна Кореја (30) · | Јапан (33) · Иран (51) · | Узбекистан (67) · Ирак (76) · | Јордан (83) · Катар (88) · | Оман (92) · Либан (124) · |

У овом кругу, 10 репрезентација које су прошле трећи круг подељене су у две групе. По две првопласиране репрезентације из сваке групе пласирале су се директно на светско првенство, док су трећепласирани разигравали за пето место. Победник те утакмице је за пласман на светско првенство разигравао са победником квалификација аустралијске конфедерације.
Утакмице су се играле од 3. јуна 2012. до 18. јуна 2013.

### Група А
| Група 1      | Иран | Либан | Катар | Јужна Кореја | Узбекистан |
| Иран         | ХХХ  | 4:0   | 0:0   | 1:0          | 0:1        |
| Либан        | 1:0  | ХХХ   | 0:1   | 1:1          | 1:1        |
| Катар        | 0:1  | 1:0   | ХХХ   | 1:4          | 0:1        |
| Јужна Кореја | 0:1  | 3:0   | 2:1   | ХХХ          | 1:0        |
| Узбекистан   | 0:1  | 1:0   | 5:1   | 2:1          | ХХХ        |

| Табела групе 1 | И | Д | Н | И | ДГ | ПГ | ГР | Бод |
| Иран           | 8 | 5 | 1 | 2 | 8  | 2  | +6 | 16  |
| Јужна Кореја   | 8 | 4 | 2 | 2 | 13 | 7  | +6 | 14  |
| Узбекистан     | 8 | 4 | 2 | 2 | 11 | 6  | +5 | 14  |
| Катар          | 8 | 2 | 1 | 5 | 5  | 13 | -8 | 7   |
| Либан          | 8 | 1 | 2 | 5 | 3  | 12 | -9 | 5   |

| Боје |                        |
| ---- | ---------------------- |
|      | Директно квалификовани |
|      | Доигравање             |

### Група Б
| Група 2    | Аустралија | Ирак | Јапан | Јордан | Оман |
| Аустралија | ХХХ        | 1:0  | 1:1   | 4:0    | 2:2  |
| Ирак       | 1:2        | ХХХ  | 0:1   | 1:0    | 1:1  |
| Јапан      | 1:1        | 1:0  | ХХХ   | 6:0    | 3:0  |
| Јордан     | 2:1        | 1:1  | 2:1   | ХХХ    | 1:0  |
| Оман       | 0:0        | 1:0  | 1:2   | 2:1    | ХХХ  |

| Табела групе 1 | И | Д | Н | И | ДГ | ПГ | ГР  | Бод |
| Јапан          | 8 | 5 | 2 | 1 | 16 | 5  | +11 | 17  |
| Аустралија     | 8 | 3 | 4 | 1 | 12 | 7  | +5  | 13  |
| Јордан         | 8 | 3 | 1 | 4 | 7  | 16 | -9  | 10  |
| Оман           | 8 | 2 | 3 | 3 | 7  | 10 | -3  | 9   |
| Ирак           | 8 | 1 | 2 | 5 | 4  | 8  | -4  | 5   |

## Утакмица за 5. место
Трећепласиране реппрезентације из обе групе су одиграле утакмице за пето место у овим квалификацијама које их води у бараж са првопласираном екипом ОФКа. Утакмице су одигране 6. и 10. септембра 2013. године.
| Репрезентација | укупан рез. | Репрезентација | 1. утак. | 2. утак.        |
| -------------- | ----------- | -------------- | -------- | --------------- |
| Јордан         | 2:2         | Узбекистан     | 1:1      | 1:1; (9:8 пен.) |

## Бараж против репрезентације КОНМЕБОЛ-а
Четворопласирана репрезентација АФК-а је одиграла меч против петопласиране репрезентације КОНМЕБОЛ-а. Утакмице су се одиграле 13 и 20. новембра 2014.. Уругвај се кроз убедљиву победу у гостима квалификовао на Светско првенство 2014.
| Репрезентација | укупан рез. | Репрезентација | 1. утак. | 2. утак. |
| -------------- | ----------- | -------------- | -------- | -------- |
| Јордан         | 0—5         | Уругвај        | 0—5      | 0—0      |

## Листа стрелаца
8 голова:
- Шињи Оказаки

7 голова:
| - Јунис Махмуд - Хасан Абдел-Фатах | - Ахмад Хајел - Ли Конг Вињ |

6 голова:
| - Џавад Некунам | - Парк Чу-Јанг |

5 голова:
| - Џошуа Кенеди - Чао Цоњмињ | - Кесуке Хонда - Амер Деб | - Хасан Матук - Халфан Ибрахим | - Насер Ал-Шамрани - Ли Кин Хо |